# Каньо (Комо)
Каньо (итал. Cagno) — коммуна в Италии, находится в регионе Ломбардия, подчиняется административному центру Комо.
Население составляет 1865 человек, плотность населения составляет 622 чел./км². Занимает площадь 3 км². Почтовый индекс — 22070. Телефонный код — 031.
Покровителем коммуны почитается святой архангел Михаил, празднование 29 сентября.